# François Bergeron
Pour les articles homonymes, voir Bergeron.
 (janvier 2025).
Il peut être nécessaire de l'améliorer pour respecter le principe de neutralité de point de vue. Veuillez consulter la page de discussion pour plus de détails.

 (avril 2025).
Si vous disposez d'ouvrages ou d'articles de référence ou si vous connaissez des sites web de qualité traitant du thème abordé ici, merci de compléter l'article en donnant les références utiles à sa vérifiabilité et en les liant à la section « Notes et références ».
François Bergeron est un réalisateur français. Il est connu pour avoir réalisé de nombreux clips musicaux, principalement pour la scène musicale[pas clair]. Il réalise aussi des films documentaires et des fictions.

## Biographie
François Bergeron est auteur-réalisateur indépendant.
Après des études aux Beaux-Arts puis en faculté de cinéma Censier Paris 3, il a réalisé de nombreux documentaires et programmes musicaux d’artistes internationaux (Jimmy Cliff, Bootsy Collins, Manu Chao, Tambours du Bronx, NTM).
Il a reçu le 1er prix Rolling Stone, le 1er Prix Sacem, le Grand prix du festival de Biarritz, le 1er prix MTV Awards latino.
En télévision il a été directeur de plusieurs magazines, Babylone Yéyé pour Canal +, et Rapline pour M6.
Il s’est consacré depuis plus de quinze ans à des projets en Afrique, en ayant travaillé dans une quinzaine de pays : réalisateur de la série documentaire Kindia 2015 pour Canal +, créateur et réalisateur de la série documentaire Afrodizik pour Canal + international, et auteur réalisateur d'un documentaire Desert Rebel - Ishumars, les rockers oubliés du désert, avec Abdallah ag Oumbadougou, sur la rébellion touareg en 2007 dans la zone d'exploitation de l'uranium.
François Bergeron a écrit plusieurs scénarios de long métrage, dont L'Invisible, sur la lutte sénégalaise, les féticheurs et le dopage, lauréat CNC 2014. Il a créé, écrit, et réalisé en 2022, la série No Blabla, l’histoire d’un migrant en mode burlesque, diffusée sur la plateforme TV5 Monde plus.
Il travaille sur des écritures de séries, et de longs métrages.
En août 2007, il est accusé par le gouvernement nigérien d’atteinte à la sécurité de l’état et de complicité avec la rébellion touarègue, à la suite d'un film documentaire sur les peuples et cultures en résistance, et sa volonté de conduire des entretiens avec les nouveaux chefs de la rébellion touareg de 2007. Il est incarcéré au Niger pendant six semaines. La diplomatie française tente d’obtenir son retour en France, ce qui est compliqué dans le contexte géopolitique de cette région à l'époque. Il sera libéré et de retour à Paris en octobre 2007.

## Filmographie

### Clips et lives
- Live Viva Bertaga, Berurier Noir à l’Olympia 1989
- Clip Mala Vida, Mano Negra, 1er prix Rolling Stone, diffusé sur M6 MTV en 1989
- Clip La Carmagnole, L'Écho râleur, 1990
- Clips pour le magazine RapLine M6, MC Solar Bouge de là, NTM, Assassin Esclave de votre société, 1990
- Clip Arbeït, Tambours du Bronx, Grand prix du festival international de Biarritz, 1990
- Clips pour le magazine RapLine M6, 1991
- Clip Out of time, Mano Negra, 1991
- Clip Die good life, Linton Kwesi Johnson, 1991
- Clip King of Bongo, Mano Negra, nommé victoire de la musique, 1991
- Clips pour le magazine RapLine 1993
- Clip Mad man’s dead, Mano Negra diff M6 MTV 1993
- Clip Animal behavior, Praxis Bootsy collin, nommé MTV Awards, 1993
- Live, Rita Mitsouko, 1994
- Clip El senior Matanza, Mano Négra, nommé MTV Awards, 1995
- Live IAM Ombre et lumière, 1995
- Clip Sueno de Solitinamé, Mano Négra nommé MTV Awards, 1996
- Clip Une après midi de chien, Artiste Anouk, 1er prix MCM, 1997
- Clip Anti politique, No one is innocent, 1997
- Javjav, vidéo-clip Cool Attachment (1997)
- Live, Suprême NTM, NTM Live '98 au Zénith 1998
- Clip Clandestino, Manu Chao 1er prix MTV Awards Latino diff MTV, 1998
- Clip Ombrelle, Gnawa Diffusion, 2000
- Clip Soldat, groupe de rap algérien Intik, 2000
- Manu Chao, réalisateur du DVD live Babylonia en Guagua (2002)
- Live Urban Peace au Stade de France 90 min TF1, 2002
- Live Manu Chao, à la grande halle de la Villette 2002
- Réalisation et production du DVD Bérurier Noir, Même pas mort, 2003
- Création VJing du show Bérurier Noir, et captation live, 2004
- Réalisation et Production du documentaire de 52 minutes : Tribal Production, au Cameroun, 2005.
- Live Birdy Nam Nam The Party, à La Cigale à Paris, 2006
- Production show, Desert Rebel, 120 concerts, 2007
- Live Urban Peace Stade de France, 2008
- Réalisation Film musical festival Transamazonienne Guyane, 2008
- Production album Abdallah Oumbadougou, musique Touareg
- Live hommage a Django Reinhardt Sur les pas de Django, Théatre du Châtelet, 2010
- Clip Abdallah Oumbadougou Touareg Niger, 2011

### Documentaires
- Film Documentaire 52 min Mano Negra à Pigalle : Tournée Générale, Prix Sacem, 1990
- Film Documentaire 52 min : Amérika Perdida, périple en Amérique du sud avec la Mano Negra et la troupe Royal de Luxe, 1992
- Rap et Islam (1992)
- Film Documentaire 45 min : The Masters Musicians of Jajouka, musique Soufi avec, Bill Lasswell, Paul Bosse, William Burroughs, nommé aux MTV Awards, 1993
- Réalisation Documentaire 26 min : Le rap et l’islam, dans les quartiers haute sécurité de la prison de Trenton New Jersey avec le groupe Lifer’s group ARTE 1994
- Film Documentaire 52 min : Moving’on, portrait de Jimmy Cliff, dans les ghettos de Kingston en Jamaïque, ARTE 1997
- Reportages pour l’émission Tracks, ARTE 1998
- Film Documentaire 52 min : Graine de tonnerre, Sally Nyolo, musique Bikoutsie au Cameroun, 1998
- Film Documentaire sur le groupe NTM pour Tracks, ARTE 1999
- Série de Films Documentaires 12 × 45 min : Babylone Yéyé avec Philippe Manœuvre, Canal+ 1999
- Film Documentaire 52 min : Giramundo tour, portrait Manu Chao en Bolivie et au Pérou, ARTE 2000
- Film Documentaire 45 min : Combat de femme, 1er championnat du monde de boxe féminine amateur USA, ITV Canal+, 2001
- Réalisation et Production Film Documentaire 52 min : Tribal Production, Sally Nyolo au Cameroun, 2005.

- Réalisation et production Film Documentaire Desert Rebel : Ishumars, les rockers oubliés du désert, avec Abdallah ag Oumbadougou, 2006
- Réalisation et production Film Documentaire sur le festival de Dakhla, 2007
- Film Documentaire 52 min aux Etats Unis sur les routes du blues de Las Vegas à New Orleans, avec Jean Jacques Milteau, 2009
- Réalisation Film Documentaire 90 min : Kindia 2015, sur le développement en Guinée Conakry, agence Capa Canal+ France, 2012, 2013
- Réalisation série de films documentaires : AFRODIZIK, prime time Canal + Afrique, 2016, 2017, 2018

### Magazines TV
- Réalisation de 12 magazines de 52 min pour Radio Nova diffusion Paris-Première, 1996

### Fictions
- Réalisation et écriture, quatre courts métrages Les Exergues, avec Aure Atika, et Stéphane Férara, 1997
- Réalisation et écriture court métrage de science-fiction : Flash, 2000
- Création, écriture et réalisation de la série : No Blabla, 10 × 26 min, fiction, 2022, 2023

### Écritures
- Écriture long métrage, Stone, Bourse Canal+ écriture, 1996
- Écriture long métrage Paranoïaque, 2000
- Écriture série de films documentaires Culture & Résistance, le monde à travers les musiciens pour Nova, 2010
- Étude pour le projet Liberté TV, télévision privée à Dakar 2014
- Écriture long métrage L’invisible, dans le milieu animiste de la lutte sénégalaise, lauréat aide à l’écriture CNC long métrage de fiction, 2015
- Développement et écriture série fiction No Blabla
- Écriture série de fiction Le Casse de Beyrouth, avec Xavier Muntz, 2021, 2022
- Écriture série fiction policière au Québec 2024